# Milwaukee County
Milwaukee County är ett administrativt område i delstaten Wisconsin, USA. År 2010 hade county 947 735 invånare. Den administrativa huvudorten (county seat) är Milwaukee.

## Geografi
Enligt United States Census Bureau har countyt en total area på 3 081 km². 625 km² av den arean är land och 2 456 km² är vatten.

### Angränsande countyn
- Ozaukee County - nord
- Racine County - syd
- Waukesha County - väst
- Washington County - nordväst
- Muskegon County, Michigan - öst
- Ottawa County, Michigan - öst

### Orter
- Greenfield
- Oak Creek